# Max Bernstein

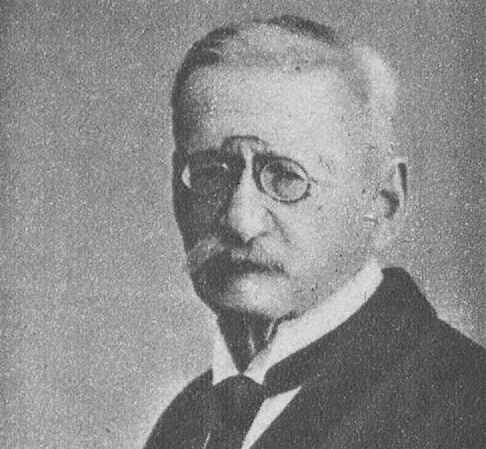
Retrato de Max Bernstein, 1924.

Max Bernstein (Fürth, 12 de mayo de 1854 - Múnich, 5 de marzo de 1925) fue un crítico de arte y de teatro alemán, mentor y agente de multitud de escritores y artistas, que tuvo una influencia considerable dentro del mundo de la literatura alemana, debido más a las diversas actividades que desarrolló que a sus propias obras literarias. Se le considera parte del movimiento literario naturalista.

## Obras
- Der kleine Hydriot (crítica de arte, 1884)
- Münchener Bunte Mappe (antología, 1884)
- Kleine Geschichten (1888)
- Münchener Jahresausstellung von Kunstwerken aller Nationen (1889)
- Blau (comedia, 1894)
- D’ Mali (1903)
- Narrische Leut’ (1904)
- Herthas Hochzeit (comedia, 1907)
- Die Sünde (comedia, 1909)
- Der gute Vogel (comedia, 1913)
- Herrenrecht (1916)
- Gesindel (1921)
- Theaterbriefe (críticas en el Münchner Neueste Nachrichten)